# Vladimír Blucha
Vladimír Blucha (ur. 6 lipca 1931 w Mokrych Łazcach, zm. 20 listopada 2020) – czeski historyk i geograf.
W 1950 r. zdał maturę w gimnazjum w Karniowie.
Członek stowarzyszenia Matice slezská (Macierz Śląska), był prezesem jego oddziału w Karniowie.

## Publikacje
- Kronika města Krnova (1965-1969 i 1990-2000)
- Historie města Krnova (1969; in: Vladimír Blucha, Ladislav Zapletal (1969): Krnov: historie a geografie města)
- Stručné dějiny města Krnova (199?)
- Obrázky z dějin Krnova (1993)
- Klíč k domovu: Čtení o Krnovsku pro mládež i dospělé (1995)
- Vysoké nebe: historická freska o životě na Krnovsku v 16. století (1998)
- Historia regionu głubczycko-krnowskiego (200?; wraz z Katarzyną Maler)
- Velký požár: (Krnov 1779): historický obraz ze života v Krnově v 18. století (2002)
- Prožil jsem krásný život: sborník vzpomínek o tom, jak jsme chtěli bránit republiku a o životě v osvobozeném Krnovsku (2005; wraz z Naděždą Paprskarzovą)
- Město mezi dvěma řekami: čtení o pozoruhodné historii města zvaného Kyrnow, Jegerdorf, Carnovia, Jägerndorf, Karniów, Krnov (2007)
- Řeka mého rodu a rod mé řeky: obrázky ze života obyčejného slezského rodu (2011)
- Králův syn: osudy opavského vévody Mikuláše ve 13. a 14. století (2012)
- Klíč k domovu: Čtení o Krnovsku pro mládež i dospělé (2013; 2. wydanie)
- Příběh bronzových rolniček v újezdu Kyrnow (2014)